# پونگگی-وپ
پونگگی-وپ (به لاتین: Punggi-eup) یک منطقهٔ مسکونی در کره جنوبی است.